# Медаль «За видатну службу в Збройних силах» (США)
Меда́ль «За видатну́ слу́жбу в Збро́йних си́лах» (США) (англ. Defense Distinguished Service Medal) — військова нагорода Міністерства оборони США. Медаль є однією з військових нагород, що вручаються міністерством оборони США військовослужбовцям країни, які «відзначилися видатним виконанням службового обов'язку із захисту національної безпеки та оборони Сполучених Штатів». Нагорода була заснована Указом Президента США Річарда Ніксона № 11 545 від 9 липня 1970 року. Президент Ніксон нагородив першою медаллю в день підписання виконавчого наказу генерала Ерла Вілера, який звільнявся з армії США після того, як служив начальником штабу армії США, а потім був головою Об'єднаного комітету начальників штабів.
Це еквівалент медалі Міністерства національної безпеки США «За видатні досягнення у національній безпеці».

## Зміст
Медаль Міністерства оборони США «За видатну службу в Збройних силах» — це найвища військова нагорода Міністерства оборони Сполучених Штатів, не пов'язана з бойовими заслугами під час ведення бойових дій, і це найвища нагорода за видатну міжвидову службу у збройних силах держави. Медаллю «За видатну службу в Збройних силах» нагороджується лише за успішне виконання завдань службової діяльності у взаємодії між різними видами Збройних сил. Зазвичай такі обов'язки, які заслуговують нагородження медаллю, виконують найвищі офіцери, такі як голова та заступник голови Об'єднаного комітету начальників штабів, керівники та заступники очільників видів ЗС, а також командувачі та заступники командувачів Об'єднаних Командувань Збройних сил, директором Об'єднаного штабу та інші особи, чиї функціональні обов'язки передбачають пряму взаємодію та координацію з Міністром оборони, заступником Міністра оборони та іншими вищими посадовими особами уряду. Крім того, медаллю також може бути нагороджений інший військовослужбовець, чий прямий та особистий внесок у національну безпеку чи національну оборону визнаний настільки винятковим за масштабом і значенням, що еквівалентний внеску, який зазвичай притаманний посадовцям, що виконують більш широкі обов'язки.
Ця нагорода має вищий статус перед медалями «За видатну службу» усіх видів збройних сил США та не надається жодній особі за період служби, за який вона вже нагороджена медаллю «За видатну службу» армії, флоту, авіації, космічних сил чи берегової охорони.

## Опис нагороди
Медаль «За видатну службу в Збройних силах» виконана у золотому кольорі, на аверсі зображено середній синій емальований п'ятикутник (вістрям вгору). На цьому зображено американського білоголового орлана з розпростертими крилами, що глядить ліворуч стискаючи в кігтях три схрещені стріли, а на грудях — щит Сполучених Штатів. П'ятикутник і орел укладені в оздоблене золотом коло, яке у верхній половині складається з 13 п'ятикутних зірок, а в нижній половині — лаврова гилка ліворуч і оливкова гилка праворуч. У верхній частині — підтяжка з п'яти градуйованих золотих променів. На реверсі медалі вгорі рельєфними літерами розміщено напис «За видатну службу», а в п'ятикутнику напис «Від Міністра оборони», усе рельєфними літерами.
Додаткові нагороди медалі «За видатну службу» позначено гронами дубового листя.

## Відомі нагороджені
Серед найвідоміших кавалерів медалі «За видатну службу в Збройних силах» є:
| - Рамон Колон-Лопес - Джонатан Хау (6) - Ллойд Остін (5) - Веслі Кларк (5) - Раймонд Одіерно (5) - Джордж Кейсі (4) - Денніс К. Блер (4) - Вільям Кроу (4) - Джеймс Логан Джонс (4) - Майкл Маллен (4) - Річард Маєрс (4) | - Пітер Пейс (4) - Тімоті Кітінг (4) - Джон Шалікашвілі (4) - Девід Петреус (4) - Генрі Шелтон (4) - Колін Павелл (4) - Віктор Ренуарт (4) - Джон Філіп Абізаїд (3) - Пітер Чіареллі (3) - Вернон Кларк (3) - Джеймс Конвей (3) | - Мартін Демпсі (3) - Едмунд Джамбастіані (3) - Джон Резерфорд Аллен (3) - Джордж Джоулвен (3) - Вільям Макрейвен (3) - Кертіс Скапаротті (3) - Пітер Шумайкер (3) - Курт Тідд (3) - Девід Родрігез (3) - Томас Волдгаузер (3) - Вільям Ворд (3) | - Джеймс Віннефелд (3) - Крейтон Абрамс (2) - Джеремі Майкл Бурда (2) - Банц Креддок (2) - Джеймс Елліс (2) - Вільям Феллон (2) - Ноель Гейлер (2) - Ендрю Гудпастер (2) - Вільям Гортні (2) - Александер Гейґ (2) - Гаррі Бінклі Гарріс (2) | - Томас Біб Гейвард (2) - Джеймс Голловей III (2) - Джей Л. Джонсон (2) - Френк Бентон Келсо II (2) - Семуель Локлір (2) - Джеймс Меттіс (2) - Стенлі Маккристал (2) - Марк Міллі (2) - Томас Мурер (2) - Дональд Піллінг (2) - Джозеф Ральстон (2) | - Бернард Роджерс (2) - Ерік Шінсекі (2) - Джеймс Ставрідіс (2) - Карлайл Трост (2) - Джеймс Воткінс (2) - Моріс Вейзнер (2) - Ентоні Зінні (2) - Філіп Брідлав (2) - Леон Едні - Марк Фіцджеральд - Майкл Флінн | - Ліза Франкетті - Томмі Френкс - Джон Гелвін - Джонатан Грінерт - Сесіл Гейні - Гарольд Гехман - Гантінгтон Гардісті - Мішелл Говард - Ґрейс Гоппер - Ерл Вілер - Карл Манді |